# Paul Erdmann (Mediziner)
K. J. Ew. Paul Erdmann (* 15. April 1876 in Herzberg am Harz; † nach 1935) war ein deutscher Augenarzt und Hochschulprofessor.

## Leben
Erdmann war der Sohn des Amtsgerichtsrates Wilhelm Erdmann. Nach dem Besuch des Lyzeums I in Hannover ging er zum Studium an die Universitäten Freiburg, München, Berlin und Genf. Das ärztliche Staatsexamen legte er an der Universität Freiburg ab und promovierte dort im Jahre 1900 zum Dr. med. Das Thema seiner Dissertation lautete Über die wahre und scheinbare Luxation der Linse in die vordere Kammer.
Nachdem er einige Zeit als Assistent am Pathologischen Institut der Universität Leipzig gearbeitet hatte, wechselte er an die Medizinische Klinik nach Halle (Saale) und danach an die Universitäts-Augenklinik nach Rostock. Von 1906 bis 1911 wirkte er als Privatdozent für Augenheilkunde und 1911 wurde er zum Titularprofessor in Rostock ernannt. Im gleichen Jahr ging er nach Hannover, wo er sich als praktizierender Augenarzt niederließ.
Paul Erdmann hatte sich auf Augenheilkunde spezialisiert und publizierte mehrfach darüber.